# Hyundai-Dream-Typ
Die Schiffe des Hyundai-Dream-Typs zählen zu den ULCS-Containerschiffen.

## Geschichte
Die Baureihe wurde am 23. August 2011 von der koreanischen Reederei Hyundai Merchant Marine in Auftrag gegeben und ab 2013 von der südkoreanischen Werft Hyundai Heavy Industries gebaut. In Fahrt gebracht wurden die Schiffe für Tochtergesellschaften der auftraggebenden Reederei. Das erste abgelieferte Schiff der fünf gebauten Einheiten war die 28. Februar 2014 in Fahrt gesetzte Hyundai Dream, den Abschluss bildete fünf Monate darauf die Hyundai Pride, die am 28. Juli 2014 an ihre Eigner übergeben wurde. Eingesetzt werden die Schiffe auf der Europa-Fernostroute.

## Technik

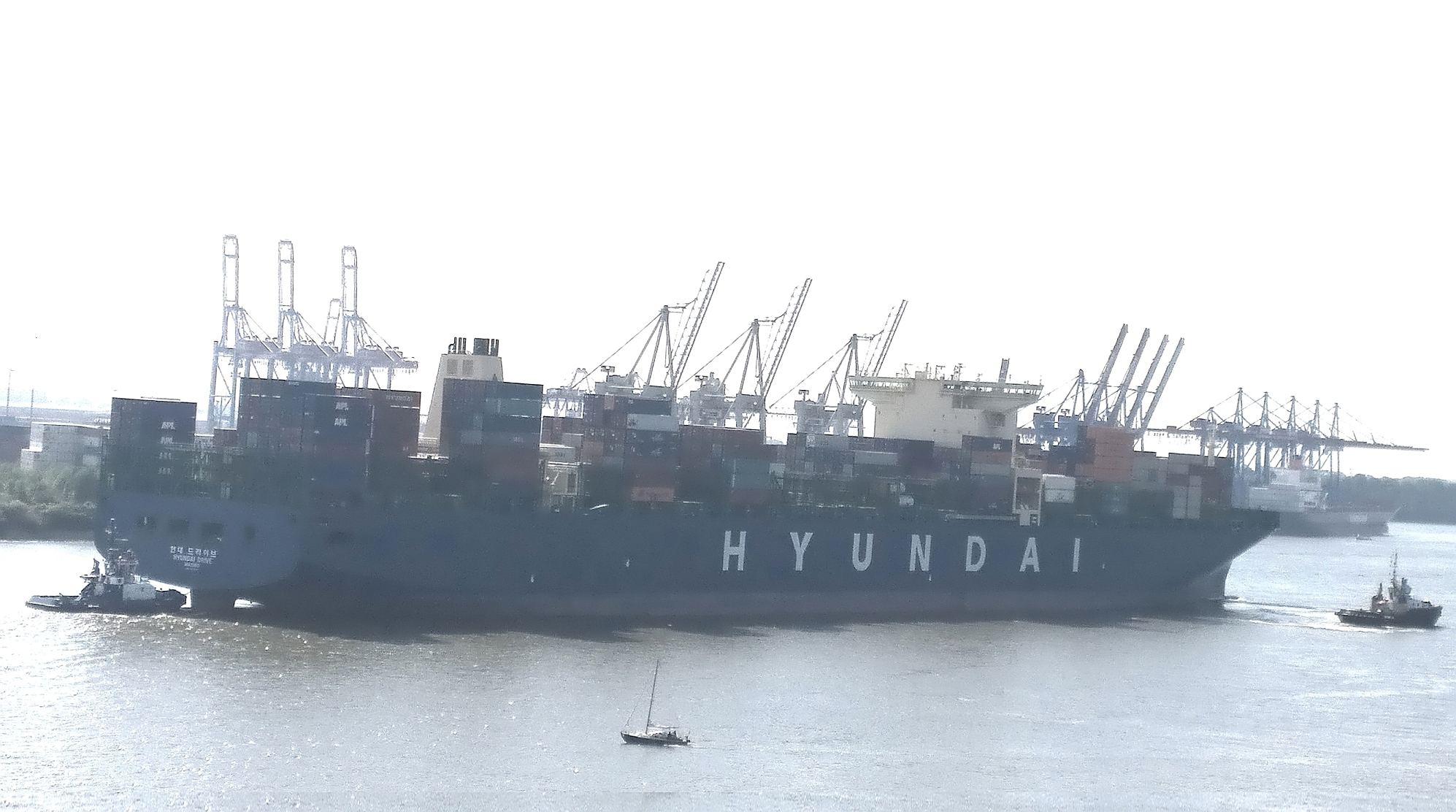
Hyundai Drive im Hamburger Hafen

Doppelhüllenschiffe zählen zur Gruppe der ULCS-Containerschiffe. Schiffbaulich auffallend sind eine Reihe von Details im Sinne des Umweltschutzes in der Seeschifffahrt. Das Deckshaus ist, anders als bei der Mehrzahl der herkömmlichen Containerschiffe, weit vorne angeordnet, was einen verbesserten Sichtstrahl und somit höhere vordere Decksbeladung ermöglicht. Unterhalb des Aufbaus sind unter anderem die Bunkertanks angeordnet, um neueste MARPOL-Vorschriften zu erfüllen. Die Antriebsanlage mit dem Zweitakt-Diesel-Hauptmotor ist weit achtern angeordnet. Zur Verbesserung der Manövriereigenschaften sind Querstrahlruder im Bug und Heck angeordnet. Die Laderäume der Schiffe werden mit Pontonlukendeckeln verschlossen. Die Schiffe haben eine maximale Containerkapazität von rund 13.154 TEU, bei einem durchschnittlichen Containergewicht von vierzehn Tonnen verringert sich die Kapazität. Weiterhin sind Anschlüsse für 800 Integral-Kühlcontainer vorhanden.

## Die Schiffe (Auswahl)
| Hyundai-Dream-Typ            | Hyundai-Dream-Typ | Hyundai-Dream-Typ | Hyundai-Dream-Typ                                | Hyundai-Dream-Typ               | Hyundai-Dream-Typ          |
| Bauname                      | Baunummer         | IMO-Nummer        | Kiellegung Stapellauf Ablieferung                | Auftraggeber                    | Spätere Namen und Verbleib |
| ---------------------------- | ----------------- | ----------------- | ------------------------------------------------ | ------------------------------- | -------------------------- |
| Hyundai Dream                | 4272              | 9637222           | 15. Juli 2013 8. September 2013 28. Februar 2014 | HMM Leader Ship International 1 | so in Fahrt                |
| Hyundai Hope                 | 4273              | 9637234           | – – 7. März 2014                                 | HMM Leader Ship International 2 | so in Fahrt                |
| Hyundai Drive                | 4274              | 9637246           | 26. November 2013 11. Januar 2014 20. Juni 2014  | HMM Leader Ship International 3 | so in Fahrt                |
| Hyundai Victory              | 4275              | 9637258           | – – 7. Juli 2014                                 | HMM Leader Ship International 4 | so in Fahrt                |
| Hyundai Pride                | 4276              | 9637260           | – – 28. Juli 2014                                | HMM Leader Ship International 5 | so in Fahrt                |
| Daten: Equasis, grosstonnage |                   |                   |                                                  |                                 |                            |